# Paweł Bliźniuk
Paweł Kazimierz Bliźniuk (ur. 11 października 1986 w Łodzi) – polski polityk, urzędnik i samorządowiec, poseł na Sejm X kadencji.

## Życiorys
Uzyskał wykształcenie średnie ogólne, ukończył XXI Liceum Ogólnokształcące im. Bolesława Prusa w Łodzi. Zaangażował się w działalność polityczną w ramach Platformy Obywatelskiej. W latach 2007–2010 kierował biurem poselskim Hanny Zdanowskiej. W 2016 został pełniącym obowiązki przewodniczącego partii w województwie łódzkim, funkcję tę pełnił do 2017. W wyborach samorządowych w 2010 i 2014 uzyskiwał mandat radnego Rady Miejskiej w Łodzi. Pełnił funkcję wiceprzewodniczącego tego gremium. W wyborach w 2018 został wybrany w skład Sejmiku Województwa Łódzkiego VI kadencji.
W 2013 podjął pracę w Łódzkiej Spółce Infrastrukturalnej. Od 2019 zawodowo związany z Urzędem Miasta Łodzi, początkowo jako p.o. dyrektora Departamentu Obsługi i Administracji, a następnie jako p.o. dyrektora Departamentu Zdrowia i Spraw Społecznych.
W wyborach parlamentarnych w 2023 kandydował do Sejmu z siódmego miejsca listy Koalicji Obywatelskiej w okręgu łódzkim. Uzyskał mandat posła X kadencji, zdobywając 12 315 głosów. Objął funkcję sekretarza Sejmu, zasiadł w Komisji Cyfryzacji, Innowacyjności i Nowoczesnych Technologii oraz Komisji Infrastruktury, został również wiceprzewodniczącym Podkomisji stałej do spraw sztucznej inteligencji i przejrzystości algorytmów oraz Łódzkiego Zespołu Parlamentarnego.

## Wyniki wyborcze
| Wybory | Komitet wyborczy | Komitet wyborczy      | Organ                        | Okręg          | Wynik           |
| ------ | ---------------- | --------------------- | ---------------------------- | -------------- | --------------- |
| 2010   |                  | Platforma Obywatelska | Rada Miejska w Łodzi         | nr 5           | 2372 (10,70%)   |
| 2014   | nr 3             | Platforma Obywatelska | Rada Miejska w Łodzi         | 4811 (15,96%)  |                 |
| 2018   |                  | Koalicja Obywatelska  | Sejmik Województwa Łódzkiego | nr 1           | 48 077 (16,29%) |
| 2023   | Sejm X kadencji  | Koalicja Obywatelska  | nr 9                         | 12 315 (2,70%) |                 |